# براسیلئوسور
براسیلئوسور(نام علمی: Brasileosaurus) نام یک سرده از رده خزندگان است.